# Братство Святого Албания и Святого Сергия
Содружество (братство) Святого Албания и Святого Сергия (англ. Fellowship of Saint Alban and Saint Sergius) — английская организация, созданная с целью сближения англиканской и православной церквей.

## История
Начало содружества было положено в январе 1927 года на англо-русской студенческой христианской конференции, прошедшей в городе Сент-Олбанс. С английской стороны ведущей фигурой был епископ Чарльз Гор.
С русской стороны участвовали профессора и студенты Свято-Сергиевского богословского института и участники РСХД в том числе секретарь РСХД Николай Зернов, Сергей Булгаков, профессор Безобразов, профессор Лев Зандер. Было решено проводить такие конференции ежегодно.
На второй конференции (27 декабря 1927 — 2 января 1928 года) решили основать Содружество Святого Албания и Святого Сергия. Председателями стали англиканский епископ Уолтер Фрир и митрополит Евлогий (Георгиевский). Вице-председателем стал Сергей Булгаков.
В довоенный период Содружество провело ряд конференций, в которых участвовал ряд известных англиканских и православных теологов, студенты англиканских теологических колледжей, молодые священники.
В 1936 году провели конференцию в Париже во время которой по приглашению митрополита Евлогия епископ Фрир прочёл английскую службу в соборе Св. Александра Невского.
В 1943 году был куплен дом в Лондоне, который стал штабом Содружества в последующие годы. Там была организована англиканско-православная часовня и церковная библиотека.
В 1949 капелланом Содружества стал Антоний Блум, сыгравший значительную роль в жизни Содружества. В работе Содружества принимал участие известный теолог Владимир Лосский.
В 1979 году Николай Зёрнов и его жена Милица написали книгу «Братство святых Албания и Сергия: исторические мемуары» в ознаменование 50-летия братства.

## Современность
Руководство Содружества находится в Оксфорде. Отделения имеются в Великобритании, России, Дании, Швеции, Греции, Болгарии, Румынии.
Издаётся журнал Sobornost.